# Tsantsabane
Tsantsabane es un municipio local sudafricano situado en el distrito de ZF Mgcawu, en la provincia de Cabo Septentrional.

## Superficie
Tsantsabane tiene una superficie de 18 289 km².

## Demografía
En 2022, tenía 30 969 habitantes, una densidad poblacional de 1,69 hab./km², y 9381 viviendas.